# Calf of Eday
Calf of Eday (Kalfr in norreno) è un'isola delle Isole Orcadi in Scozia, situata a nord-est di Eday. È conosciuta per la sua fauna selvatica e le rovine preistoriche.

## Storia
Nel sud-ovest dell'isola si trova un cairn del Neolitico, che sovrasta il Calf Sound, che a sua volta separa l'isola da Eday. Di forma rettangolare, il cairn fu dissotterrato nel 1936-37 e contiene una piccola camera con due scompartimenti, e una camera di dimensioni maggiori con quattro seggi e un ingresso separato che fu probabilmente aggiunto in seguito. Due strutture similari sono state identificate nelle vicinanze insieme a varie altre rovine antiche.
Dal secolo XVII al XIX, Calf of Eday fu sede di una fabbrica del sale, i resti della quale possono ancora essere visti a nord dei cairn.
Il pirata John Gow e i suoi uomini fecero incursioni nell'Hall of Clestrain il 10 febbraio 1725, ma quando tentarono di attaccare Carrick House a Eday, si incagliarono a Calf of Eday, dove furono catturati.

## Etimologia

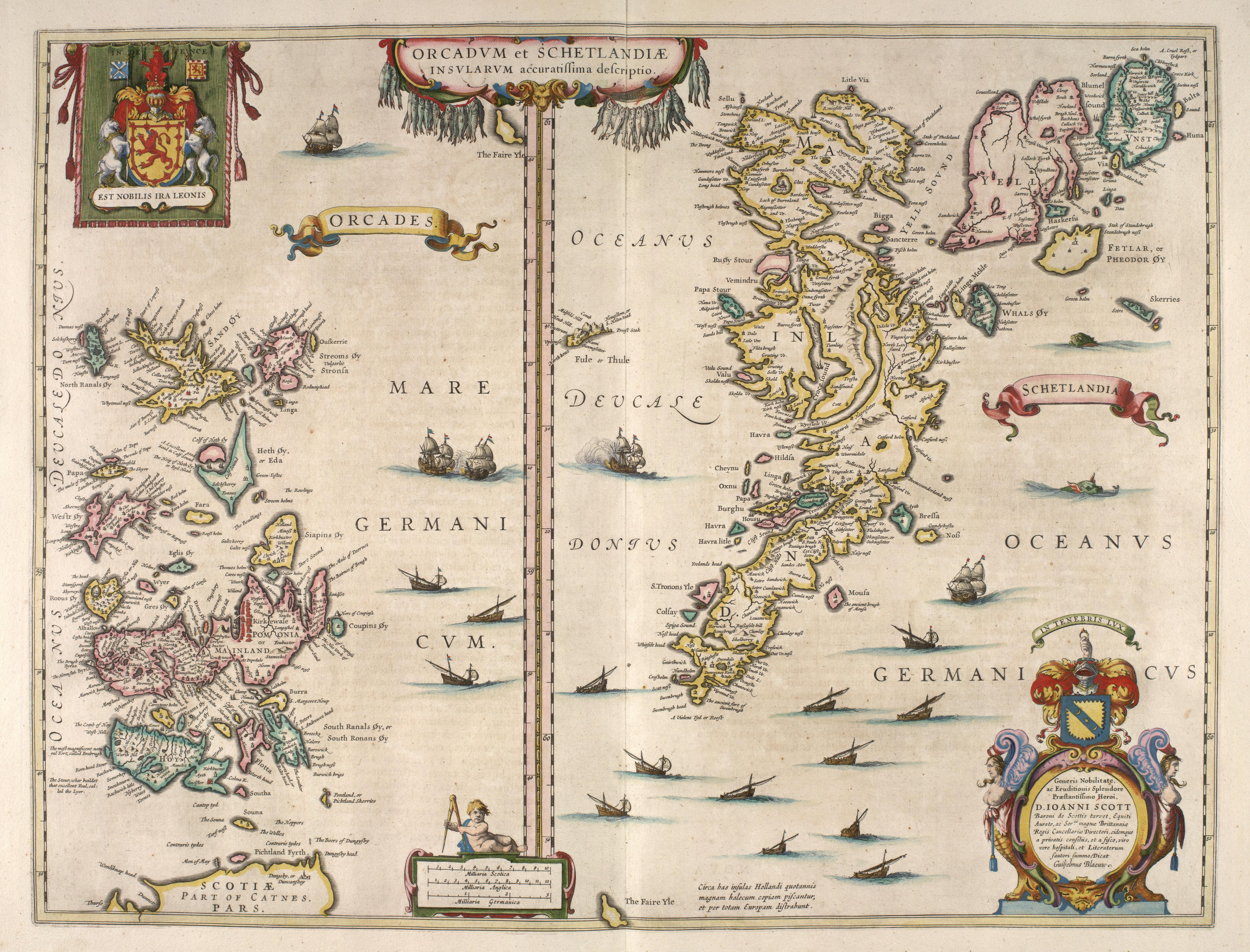
Mappa del 1654 di Joan Blaeu delle Isole Orcadi e delle Shetland. Da notare che il "Calf of Heth Øy" è stato trasporto dalla sua posizione reale a nord-est di Eday ad ovest.

I norreni diedero nomi di animali ad alcune isole, specialmente a quelle piccole vicino alle isole maggiori: altri esempi sono Calf of Man e Horse of Copinsay. Il nome dell'isola nell'era norrena fu pertanto Kalfr. "Eday" è un nome derivato dal norreno eið e significa "isola dell'istmo".
Nel XVII secolo Eday era anche conosciuta come "Heth Øy" e il nome di Calf fu riportato da Joan Blaeu come "Calf of Heth Øy".

## Fauna e flora
Lo scenario vegetale dominante sull'isola è la landa, dominata dall'erica (Calluna vulgaris), con piccole aree di landa paludosa e prateria. Calf of Eday sostenta 32 specie di uccelli ed è designata come zona di protezione speciale per la sua importanza come area di riproduzione. Gabbiani e cormorani (Phalacrocorax carbo) fanno i nidi nelle aree più secche e nelle praterie, mentre il fulmaro (Fulmarus glacialis), il gabbiano tridattilo (Rissa tridactyla) e l'alca fanno il nido sulle scogliere.